# Élections constituantes de 1946 en Saône-et-Loire
Les élections constituantes françaises de 1946 se tiennent le 2. Ce sont les deuxièmes élections constituantes, après le rejet du projet de Constitution française du 19 avril 1946 lors du référendum du 5 mai.

## Mode de scrutin
L'assemblée constituante est composée de 586 sièges pourvus au scrutin proportionnel plurinominal suivant la règle de la plus forte moyenne dans chaque département, sans panachage ni vote préférentiel.
Dans le département de Saône-et-Loire, six députés sont à élire.

## Élus
| Député sortant   | Parti | Parti | Député élu ou réélu | Parti | Parti   |
| ---------------- | ----- | ----- | ------------------- | ----- | ------- |
| Waldeck Rochet   |       | PCF   | Waldeck Rochet      |       | PCF     |
| François Mercier |       | PCF   | François Mercier    |       | PCF     |
| Pierre Mazuez    |       | SFIO  | Pierre Mazuez       |       | SFIO    |
| Louis Escande    |       | SFIO  | Paul Devinat        |       | Rad-soc |
| Roger Devemy     |       | MRP   | Roger Devemy        |       | MRP     |
| Patrice Bougrain |       | PRL   | Patrice Bougrain    |       | PRL     |

## Résultats

### Résultats à l'échelle du département
| Parti    | Parti    | Tête de liste    | Résultats | Résultats | Sièges |  |
| Parti    | Parti    | Tête de liste    | Voix      | %         |        |  |
| -------- | -------- | ---------------- | --------- | --------- | ------ |  |
|          | PCF      | Waldeck Rochet   | 77 489    | 30,44     | 2      |  |
|          | PRL      | Patrice Bougrain | 51 539    | 20,25     | 1      |  |
|          | SFIO     | Pierre Mazuez    | 49 758    | 19,55     | 1 1    |  |
|          | MRP      | Roger Devemy     | 46 237    | 18,17     | 1      |  |
|          | RGR      | Paul Devinat     | 29 723    | 11,68     | 1 1    |  |
|          |          |                  |           |           |        |  |
| Inscrits | Inscrits | Inscrits         | 328 412   | 100,00    | 6      |  |
| Votants  | Votants  | Votants          | 257 270   | 78,34     |        |  |
| Exprimés | Exprimés | Exprimés         | 254 546   | 98,94     |        |  |